# Leida
Leida (in olandese Leiden) è una città dei Paesi Bassi nell'Olanda Meridionale.
Sorge sulle rive del Vecchio Reno, circa 20 km a nord dell'Aia e 40 km a sud di Amsterdam.
La città è sede dell'università più antica dei Paesi Bassi, fondata nel 1575.
Al 1º gennaio 2021 Leida conta 124077 abitanti.
In olandese arcaico la città era nota con il nome di Leyden.

## Storia

### Origini
La città sorge sul luogo dove era situato il castrum di Matilo ai tempi dell'impero romano: dall'anno 47, al III secolo. Matilo e il suo circondario appartenevano alla provincia della Germania inferiore, lungo il settore del limes basso renano. 
Nell'anno 860 viene nominata per la prima volta una "Leithon", in una antica cronaca. Si tratta di un villaggio situato alla confluenza tra il Vecchio Reno e il Nuovo Reno, due rami del fiume Reno. In quegli anni fu uno dei feudi del vescovo di Utrecht. Il vescovo risiedeva nel castello, chiamato "Burcht", che si trova nel cuore della città.
Durante il medioevo, e fino al 1575, fu erroneamente utilizzato il nome Lugdunum Batavorum per indicare la città di Leida. Il nome Leida deriva in effetti dal piccolo fiume vicino alla città, il Leede.
Il vero avamposto romano con tale nome si trovava invece più a ovest, nel territorio dell'odierna Katwijk aan Zee, e avrebbe in seguito preso il nome di Brittenburg. Non è da confondere invece con la Lugdunum corrispondente invece alla moderna città di Lione in Francia, con cui condivideva l'origine celtica del toponimo.

### I Conti d'Olanda

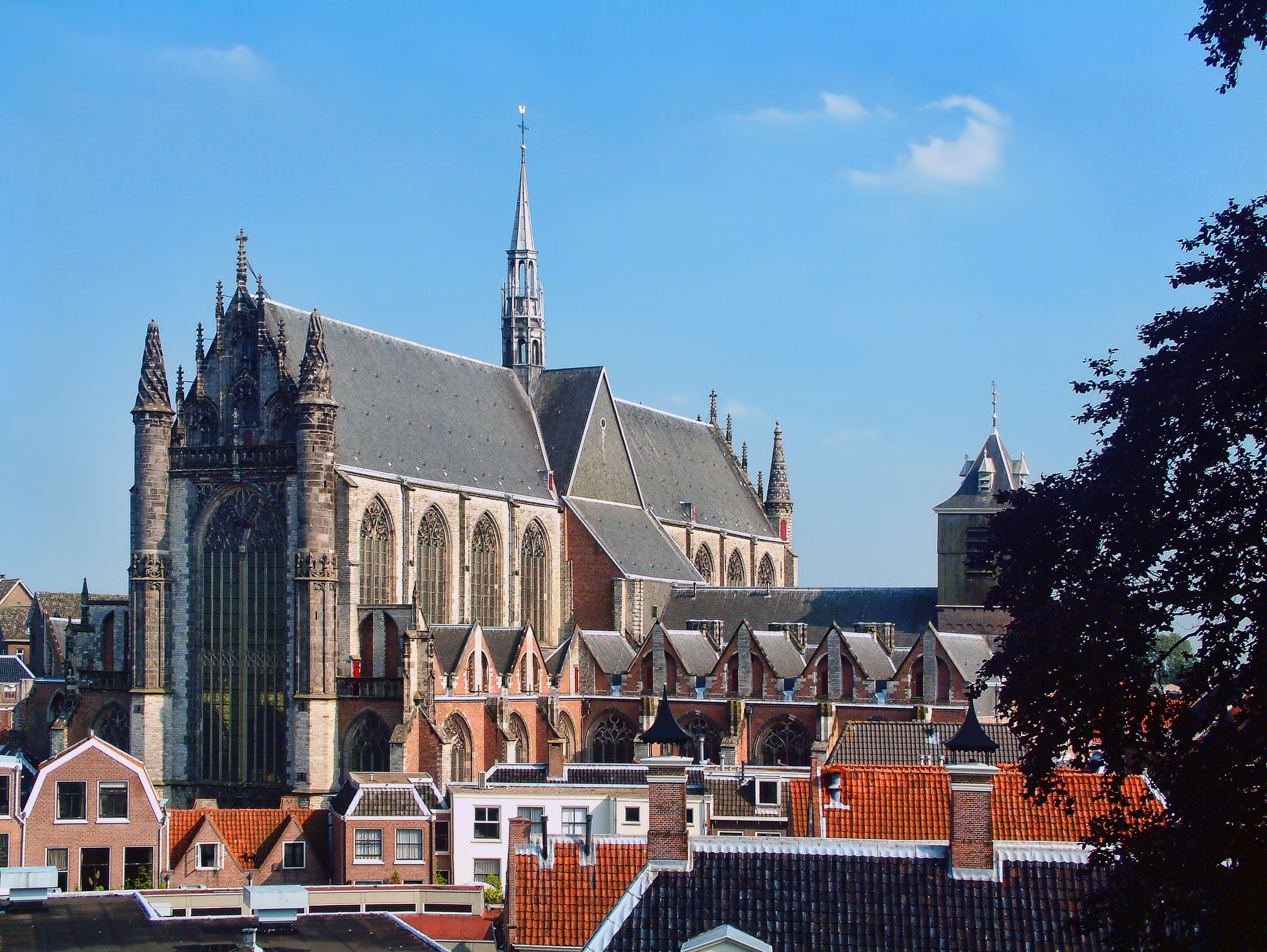
La Hooglandse Kerk.

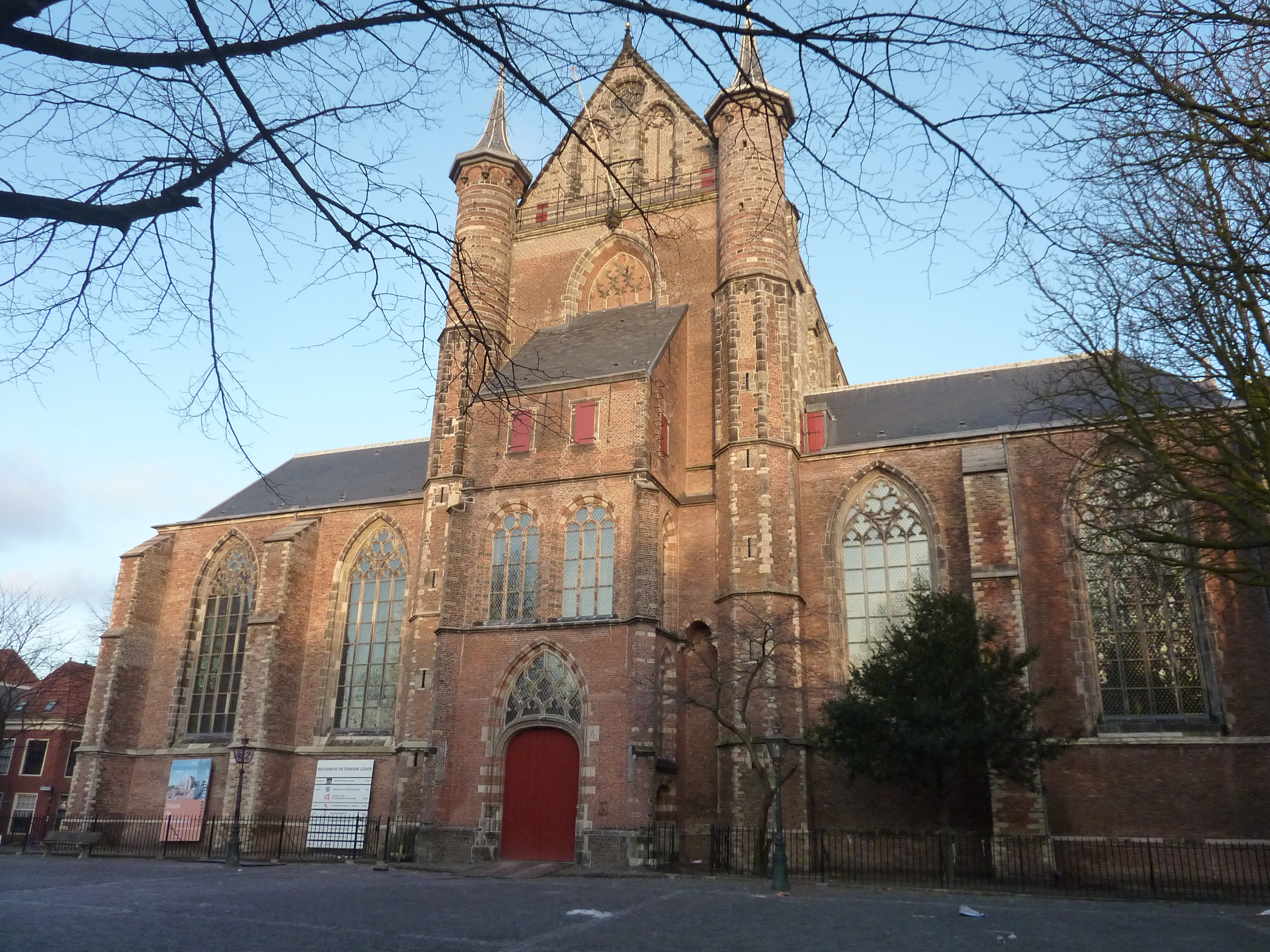
La Chiesa di San Pietro.

Nell'anno 1100 Leida viene conquistata da Floris II, conte d'Olanda. In seguito, la popolazione della città iniziò a crescere, e con essa la parte edificata.
La città era in posizione strategica: vicino al mare e alla confluenza tra i principali fiumi e strade. All'inizio del Duecento ottenne finalmente il titolo di città.
Dal Trecento in poi, Leida è città produttrice di tessuti, dei quali è testimone ancora oggi la pinacoteca "Lakenhal", che ospita una buona raccolta di arte, soprattutto quadri, del periodo dal Cinquecento all'Ottocento.
Nel 1389 la città aveva ben quattromila abitanti, e fu costretta ad allargarsi nuovamente. Le maggiori chiese di Leida, la Hooglandse Kerk e San Pietro, furono costruite in quegli anni. La Chiesa di San Pietro era dotata di una delle torri più alte d'Europa (più di cento metri). Durante un temporale, nel 1512, purtroppo crollò, e non venne più ricostruita. Secondo la tradizione, il nome del Kloksteeg (letteralmente: "Vicolo della Campana") è legato al fatto che quando la torre crollò la campana atterrò in questo punto.

### Le Sette Province Unite

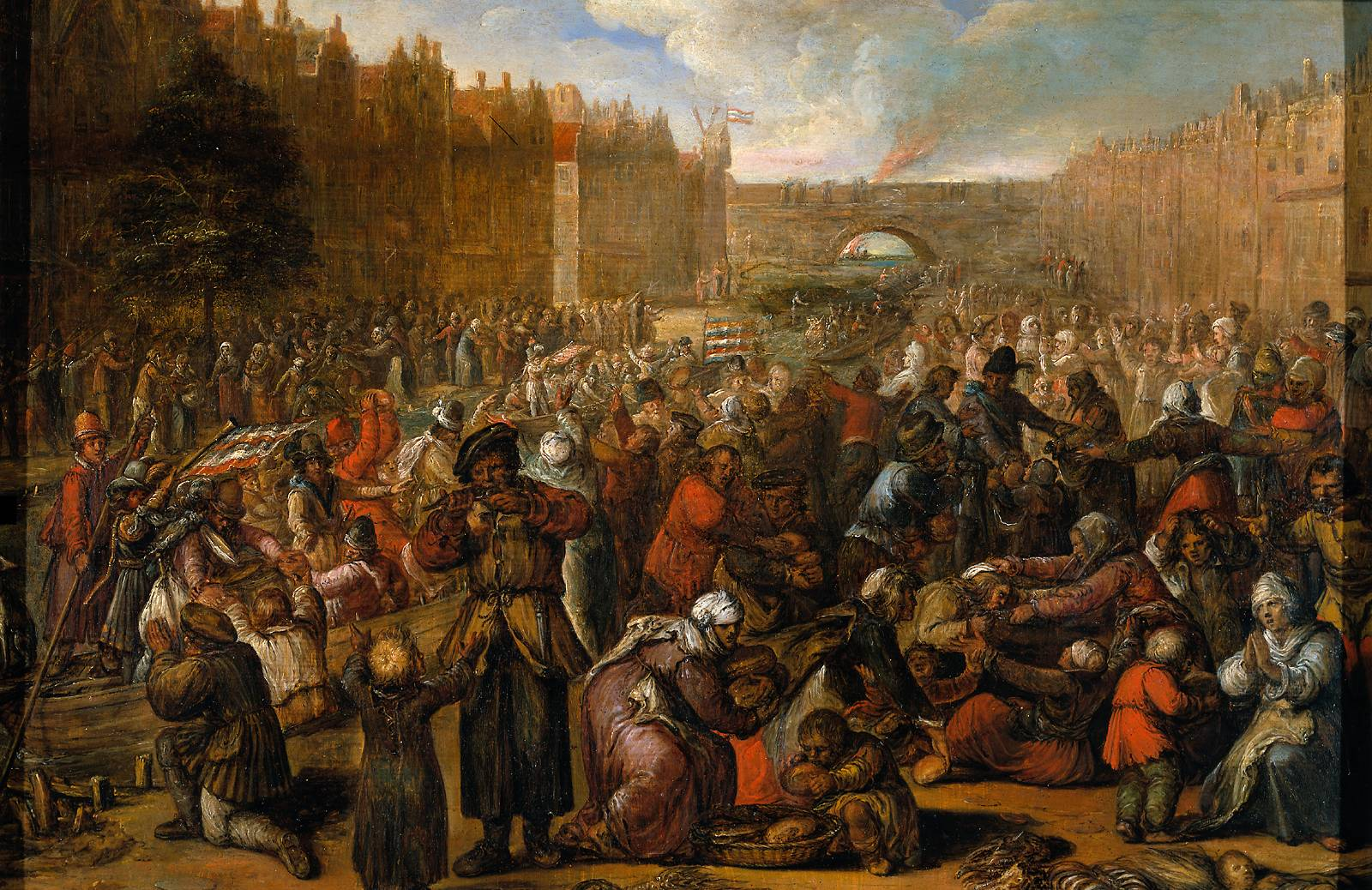
Otto van Veen: Liberazione di Leida (1574). I campi inondati permettono alla flotta olandese di raggiungere le posizioni della fanteria spagnola.

Durante la Guerra degli ottant'anni (1568-1648), combattuta dalla Repubblica delle Sette Province Unite per ottenere la propria indipendenza dagli spagnoli, Leida scelse la parte dei ribelli e per questa ragione venne assediata dal generale spagnolo Luis de Zúñiga y Requesens. Dopo che altri ribelli fuori della città avevano però fatto saltare alcune dighe, gli spagnoli se ne andarono e l'assedio (durato parecchi mesi) fu finalmente tolto il 3 ottobre 1574. Ancora oggi il 3 ottobre è festa cittadina.
Per ringraziare e premiare la popolazione per la sua resistenza agli spagnoli, il principe d'Orange (e leader dell'insurrezione) Guglielmo il Taciturno donò alla città un'Università. Fondata ufficialmente nel 1575, l'Università di Leida è la più antica dei Paesi Bassi, e la seconda dei Paesi Bassi storici (che comprenderebbero l'attuale Belgio e Lussemburgo) dopo quella di Lovanio.
Durante il Seicento e il Settecento Leida crebbe di nuovo grazie agli incentivi dalle Fiandre al livello dell'industria dei tessuti.
Durante l'aggressione spagnola aveva una popolazione cittadina di circa 15 000 abitanti (un terzo dei quali morì durante l'assedio), mentre nel 1670 la quota degli abitanti toccava addirittura 70.000.

### Decadenza

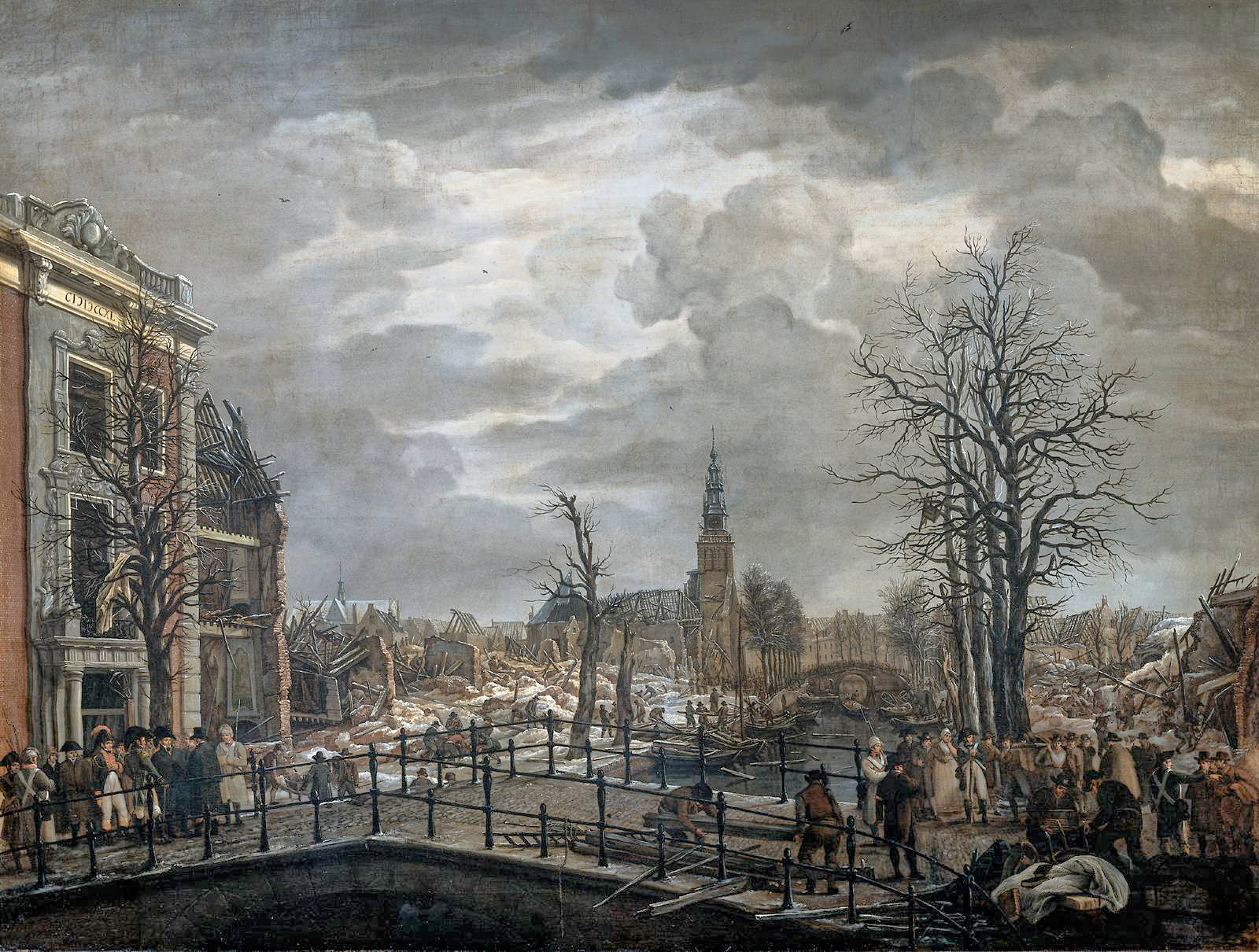
il Disastro della nave-polveriera del 1807.

Con il declino dell'industria dei tessuti nel tardo Settecento (causato dalle manovre protezionistiche della Francia a favore della propria industria), l'economia iniziò a crollare e Leida si svuotò fino a scendere a 27 000 abitanti nel 1815. In questo stesso periodo vi si trovava ciò nonostante una piccola ma crescente industria di editoria: alcuni degli editori più famosi (come la Plantijn, Brill e gli antenati della casa Elsevier - all'epoca Elzevir), vi hanno lavorato per anni, sviluppando nuove tecniche e producendo innumerevoli volumi accademici per l'università.
Durante l'occupazione francese, il 12 gennaio 1807 alle 4:15 del pomeriggio, si verificò una grande esplosione in città, detta il Disastro della nave-polveriera. Una nave che andava da Haarlem a Delft con un carico di 17760 kg di polvere da sparo esplose nel bel mezzo della città, nel fienile in pietra in linea con il Rapenburg.
Il disastro causò 151 morti e 2 000 feriti con circa 220 case completamente distrutte. Finestre o tegole dei tetti, anche nei distretti più remoti a Leida, furono spazzate via, con il botto che fu udito fino a L'Aia.

### Storia moderna
L'Ottocento e il Novecento sono stati fortemente segnati dall'università e dalla vita scientifica. Alcuni professori di Leida hanno vinto un premio Nobel, tra cui il famoso fisico Heike Kamerlingh Onnes e lo scienziato Willem Einthoven, che inventò (tra le altre cose) un apparecchio per registrare il battito del cuore. Albert Einstein insegnò all'Università in qualità di "Bijzonder Professor" (professore speciale) per poche settimane ogni anno dal 1920 al 1933.
Leida è poi famosa per aver dato i natali al grande maestro Rembrandt, uno dei più grandi pittori olandesi (e non solo) di tutti i tempi. Anche altri grandi maestri vi hanno lavorato, come per esempio Jan Steen.

## Monumenti e luoghi d'interesse

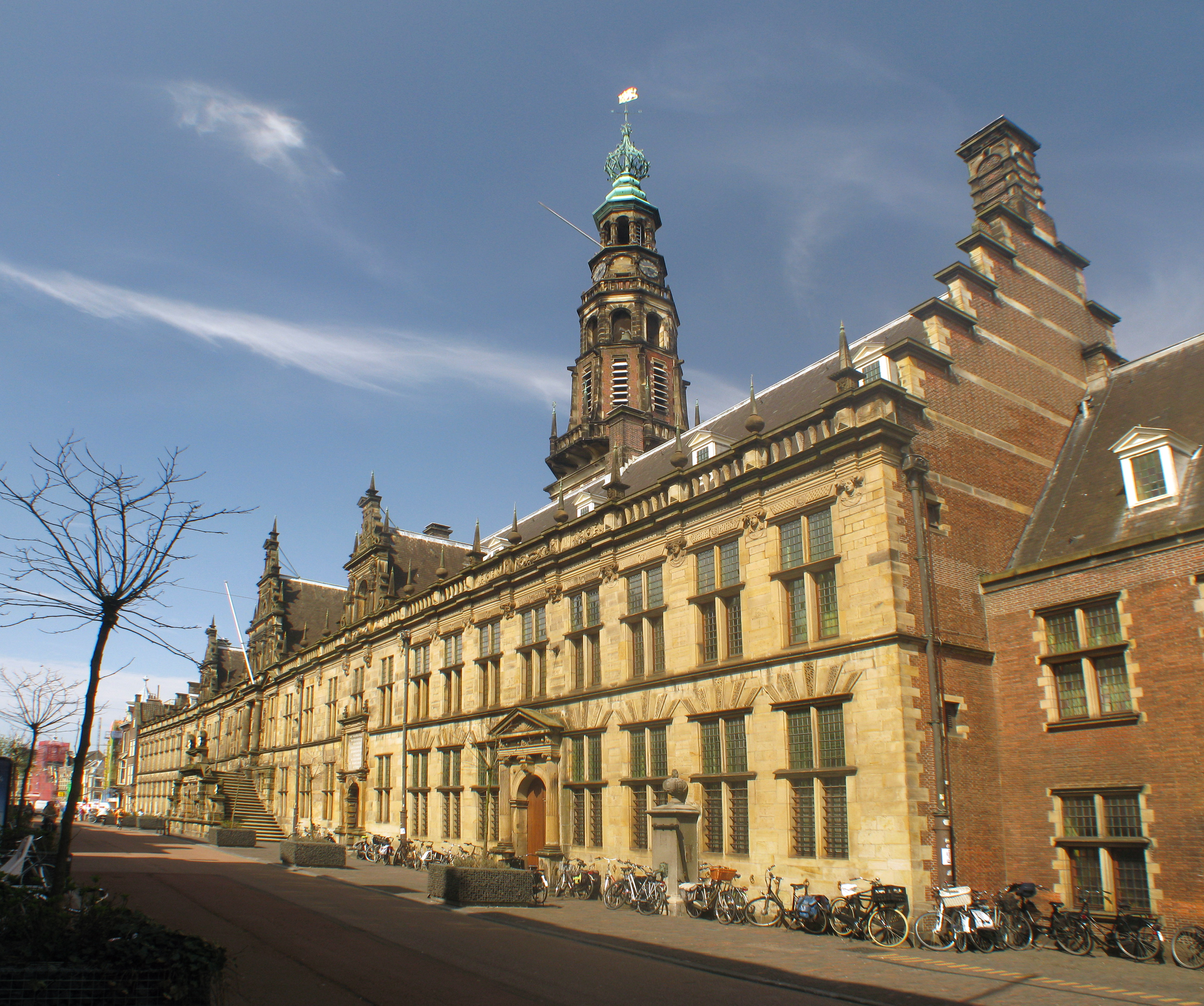
il Municipio di Leida.

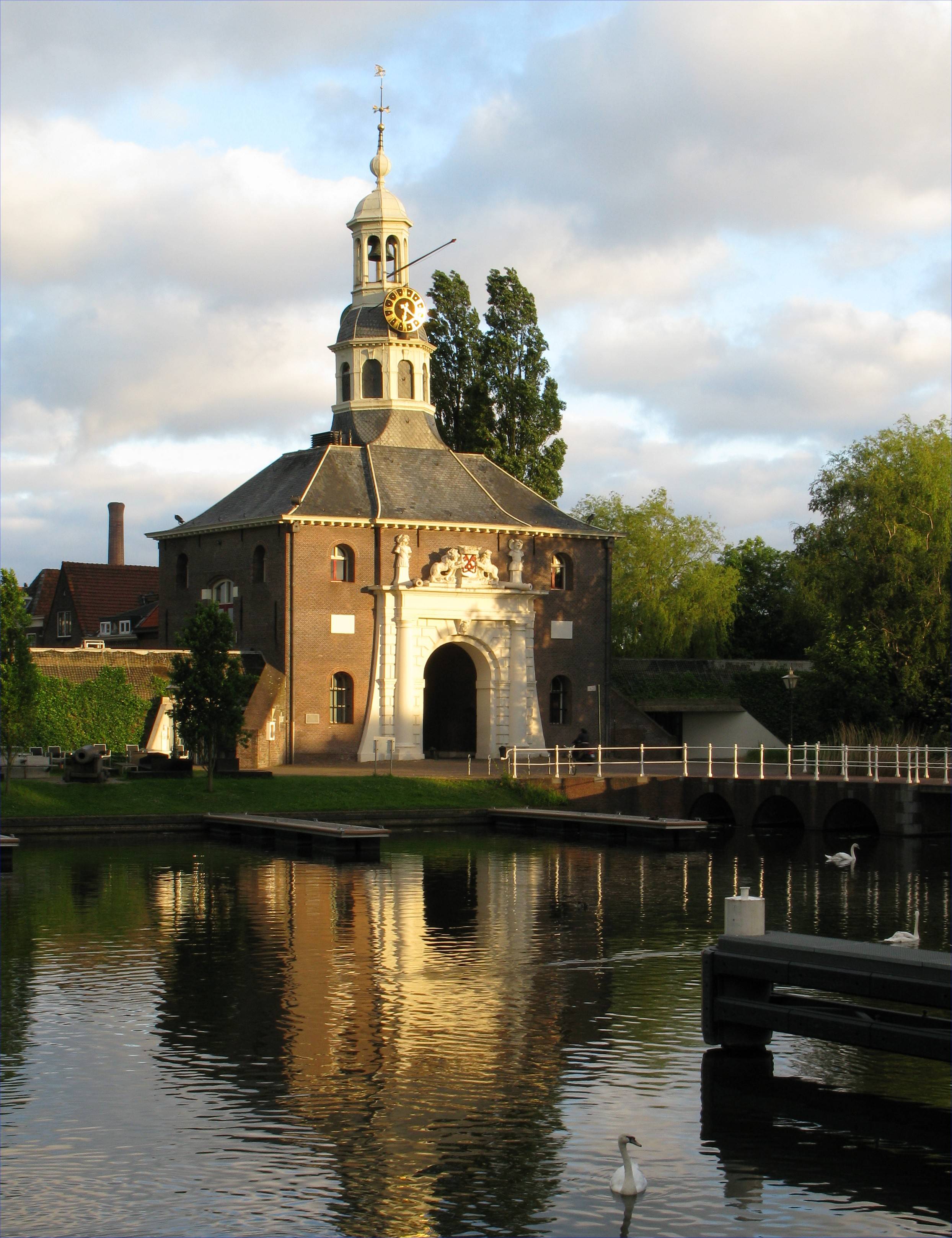
Porta est di Leida, la Zijlpoort

### Edifici religiosi
- Chiesa dell'Altopiano è un grande edificio gotico, il migliore esempio in città, terminato nel XVI secolo. Fu la prima cattedrale  di Leida, prima dell'avvento del protestantesimo. Poi il titolo passò alla Chiesa Grande di Haarlem.
- Pieterskerk, la "Chiesa di San Pietro" è una grandiosa basilica gotica eretta a più riprese fra la fine del XIV secolo e l'inizio del XVI. Presentava un'altissima torre sulla facciata, che crollata nel 1512, non venne più rifatta.
- Marekerk, Chiesa protestante a pianta centrale opera del 1639-49 di A. van s'Gravesande.

### Edifici civili
- Il municipio di Leida è un edificio rinascimentale ricostruito dopo il grave incendio del 1929. Si salvò solo la facciata principale e la base della torre. Era stato eretto nel 1595 da Lieven de Key.
- La Pesa pubblica venne terminata nel 1659 dall'architetto Pieter Post.
- Koornbrug, il Ponte della Borsa del Grano, eretto nel 1642. Nel 1825 fu aggiunto il caratteristico portico ligneo.

### Edifici militari
- Il Burcht sorge su una collinetta artificiale. Venne eretta a forma circolare nel XIII secolo, oggi ne resta la cinta muraria con cammino di ronda.
- La Morspoort è la porta occidentale della città, edificata nel 1669.
- La Zijlpoort è la porta orientale cittadina con caratteristica copertura lignea, del 1667.

### Altro
- Orto botanico, è all'interno dell'antico edificio dell'accademia, la chiesa di S. Pietro e i piccoli cortili visitabili in tutta la città
- Hortus Botanicus Leiden,  è uno dei giardini botanici più antichi del mondo. Questo incantevole giardino è un’oasi di pace nel centro di Leida, con una vasta collezione di piante provenienti da tutto il mondo, comprese rare orchidee e alberi secolari.

## Cultura

### Vita culturale
Una caratteristica di Leida è la vita culturale: un progetto iniziato negli anni novanta pubblica alcuni dei brani, sonetti e poesie più famosi della storia, riportati sui muri delle case del centro storico. Tutte le poesie sono state peraltro scritte in lingua originale, con un piccolo cartello che traduce il testo in olandese e inglese: tra Shakespeare e alcuni famosi poeti giapponesi, spagnoli e russi, troviamo anche Orazio (Libro I Ode XIV, Cleveringaplaats), Cesare Simonetti (Treno in corsa, Pelikaanstraat, angolo Oude Vest), Marinetti (Zang Tumb Tumb, Hoge Rijndijk) e Montale (Non chiederci, Oude Rijn, angolo Pelikaanstraat).
Della vita culturale riveste enorme importanza l'università, che attrae migliaia di studenti da tutto il mondo.

### Università
L'Università di Leida è la più antica università dei Paesi Bassi, essendo stata fondata nel 1575 da Guglielmo I d'Orange. Ad essa sono collegati l'Orto botanico di Leida del 1587 e l'osservatorio astronomico del 1633.

### Musei
- Museo di antichità
- Museum Boerhaave
- Museum De Lakenhal

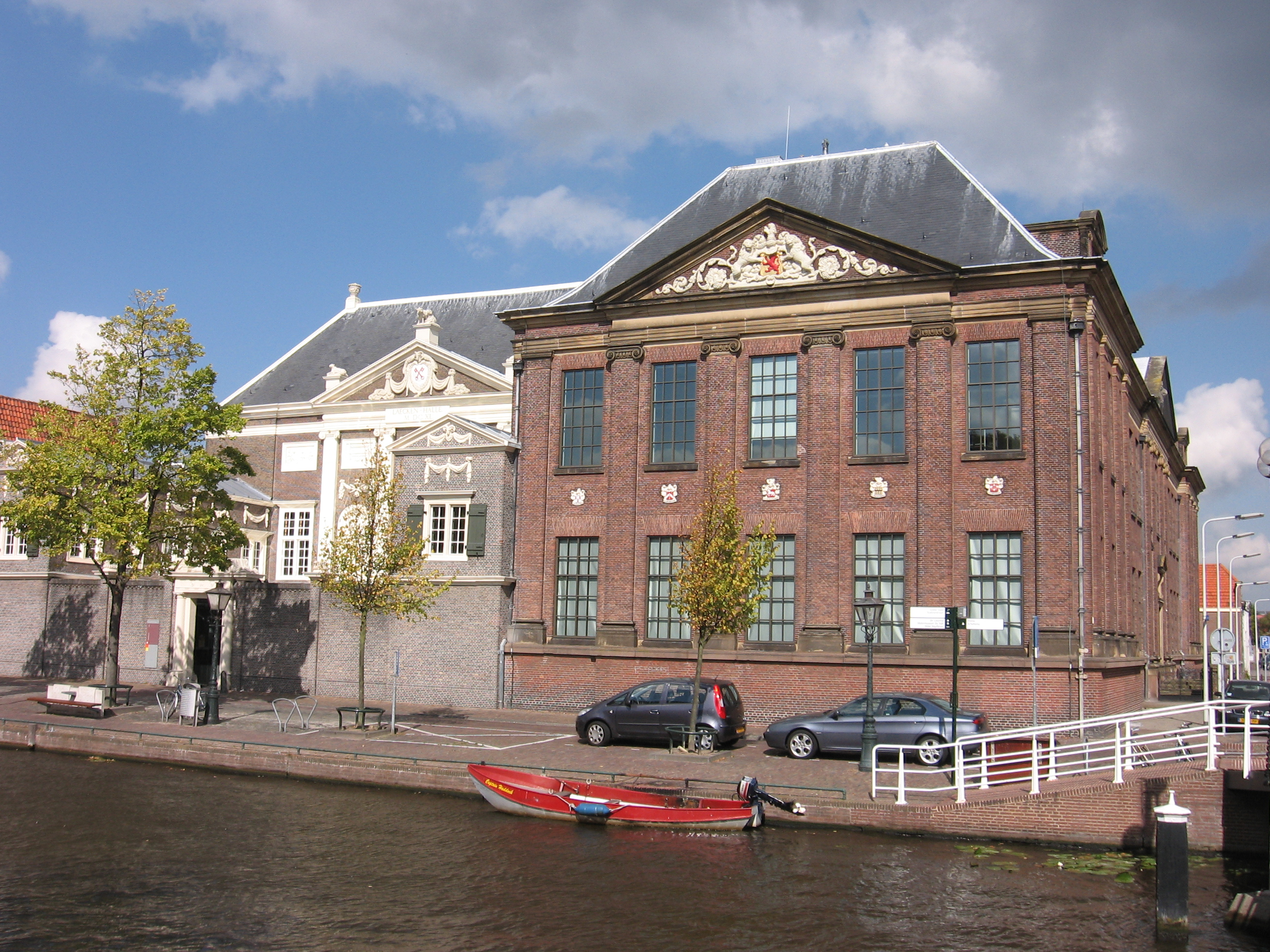
Il Museum De Lakenhal

- Rijksmuseum Het Koninklijk Penningkabinet
- Rijksmuseum voor Volkenkunde
- Nederlands Centrum voor Biodiversiteit Naturalis

### Eventi
- Leiden Jazz and Blues week (gennaio)
- Werfpop, concerto pop (luglio)
- Rapenburg Festival, concerto sul canale (agosto)
- Leidens Ontzet, cioè la liberazione di Leiden dall'assedio spagnolo (2-3 ottobre)
- Leids Film Festival (fine ottobre)

## Economia
A Leida ha sede la Stichting INGKA Foundation, proprietaria del Gruppo IKEA, e la INGKA Holding B.V., la casa madre del Gruppo.
A Leida ha sede la Halix B.V., licenziataria per la produzione del vaccino AstraZeneca anti COVID-19.

## Relazioni internazionali

### Gemellaggi

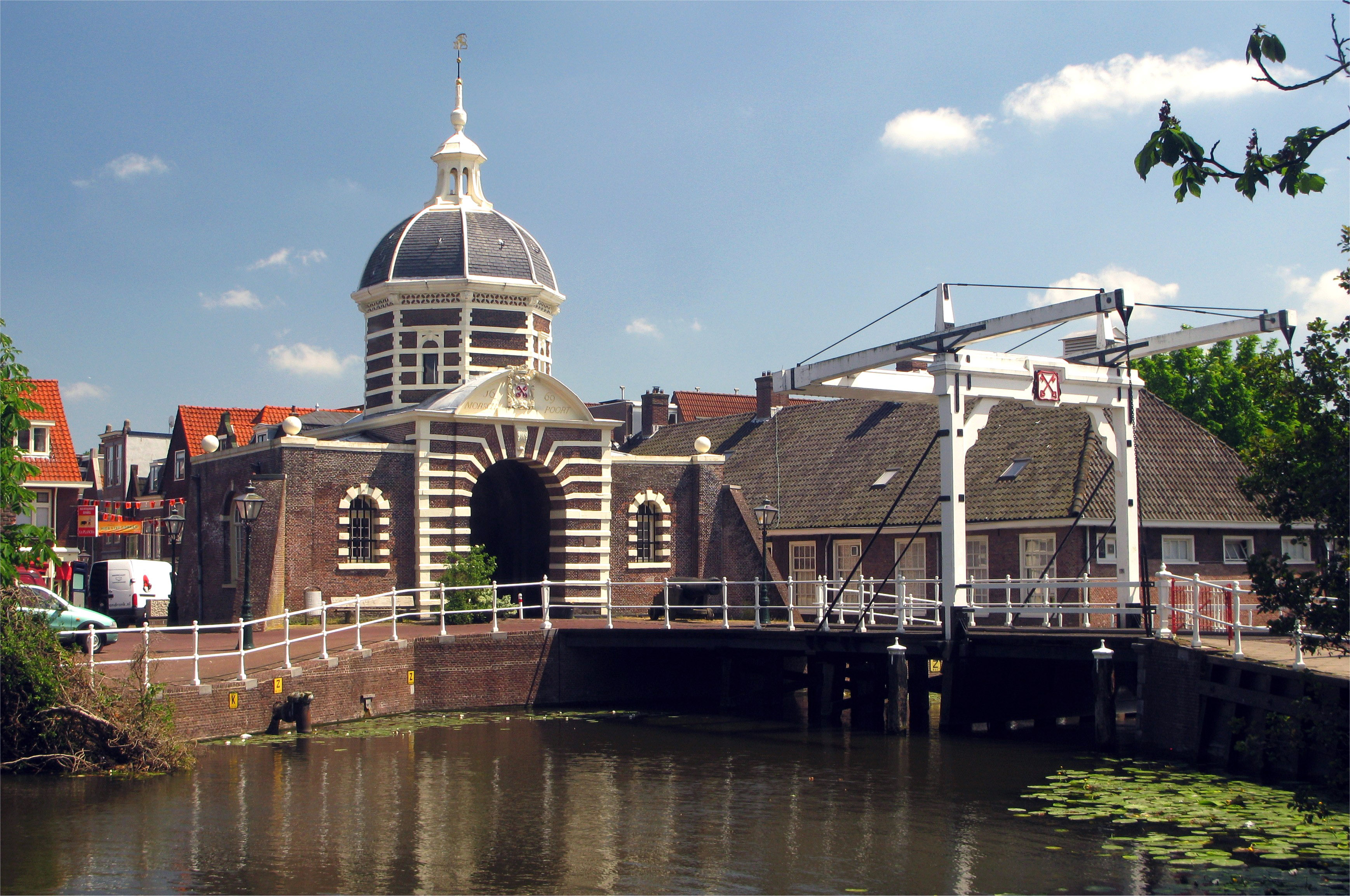
Porta ovest di Leida, la Morspoort

- Buffalo City
- Juigalpa
- Krefeld
- Nagasaki
- Oxford[9]
- Toruń[10]

## Poesie

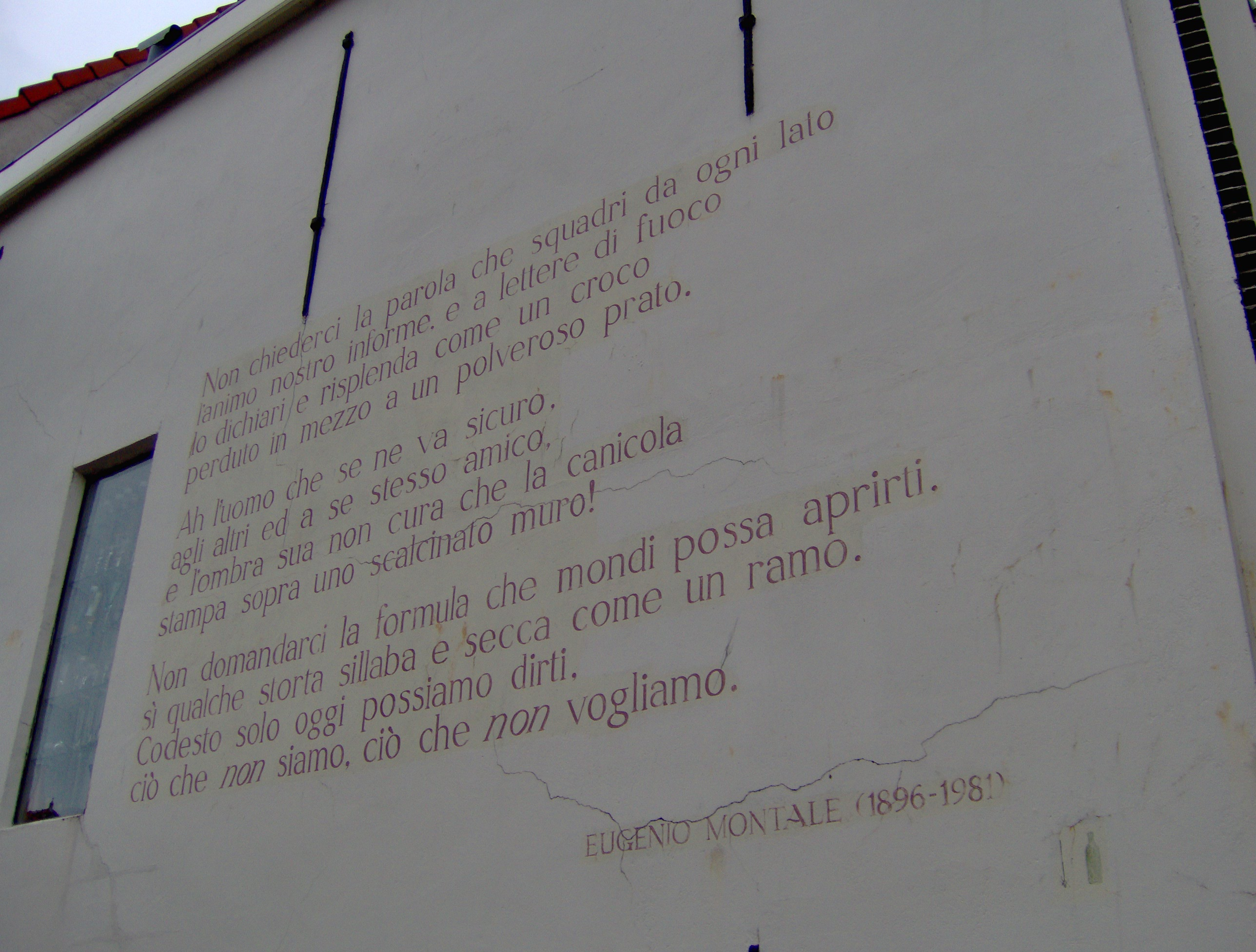
Montale: Non chiederci
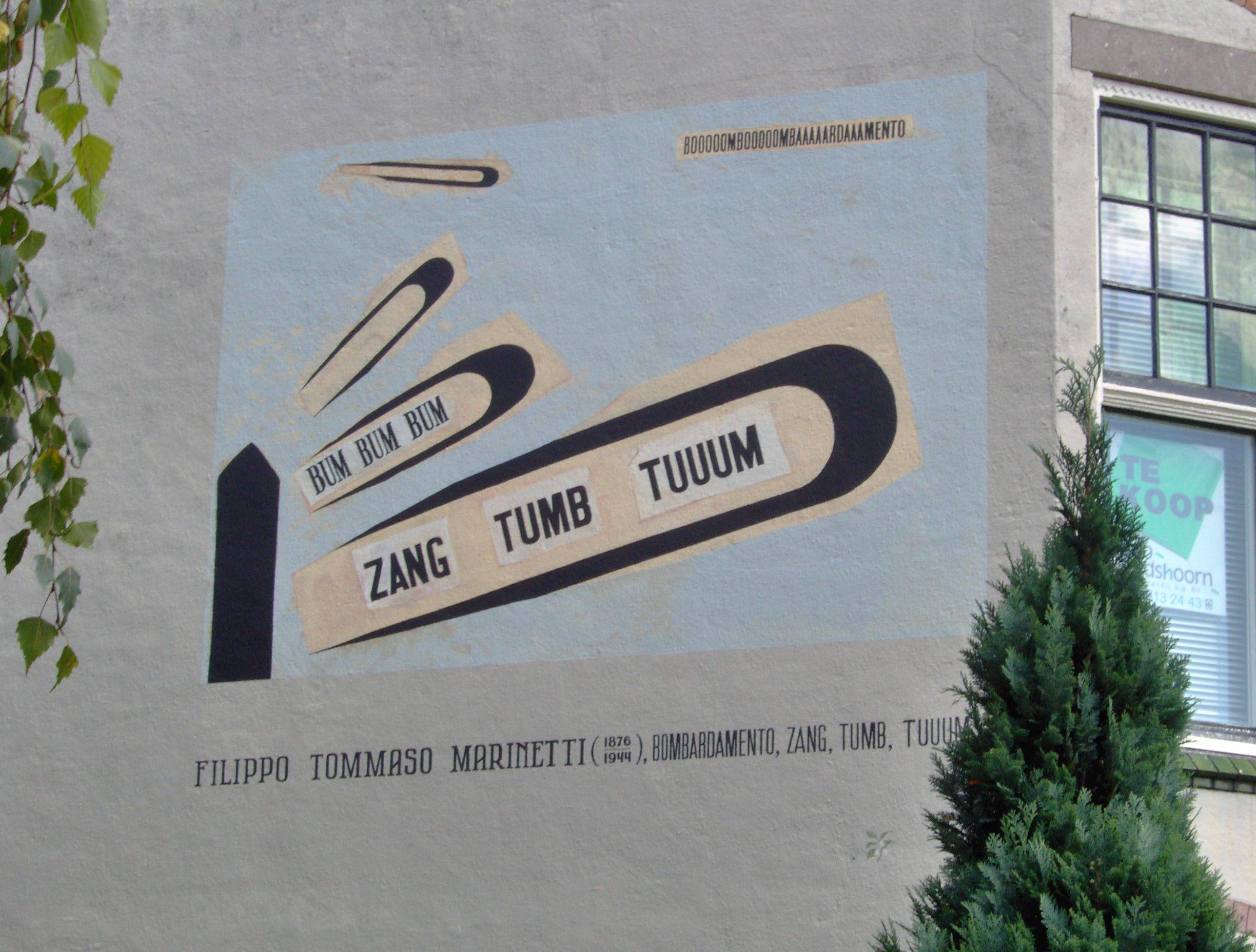
Marinetti: Zang tumb tumb
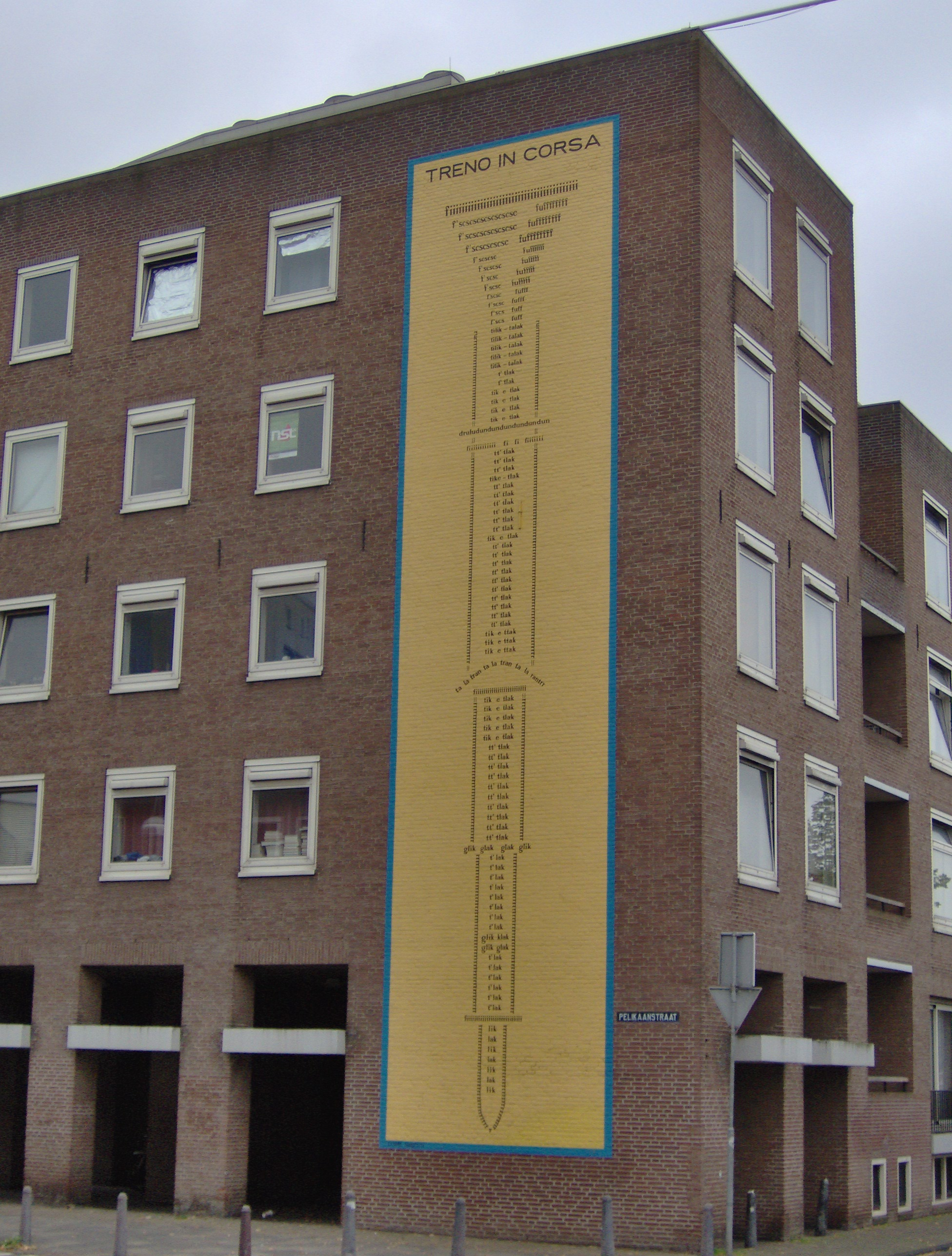
Simonetti: Treno in corsa